# Samer
Samer (Nederlands: Sint-Wulmaars) is een gemeente in het Franse departement Pas-de-Calais (regio Hauts-de-France). De plaats maakt deel uit van het arrondissement Boulogne-sur-Mer. Samer telde op 1 januari 2022 4.642 inwoners.
De naam Samer komt van de samentrekking van sanctus Wilmarus of heilige Vulmar. Deze stichtte er ooit een abdij van benedictijnen.

## Geografie
De oppervlakte van Samer bedroeg op 1 januari 2022 16,78 vierkante kilometer; de bevolkingsdichtheid was toen 276,6 inwoners per km².

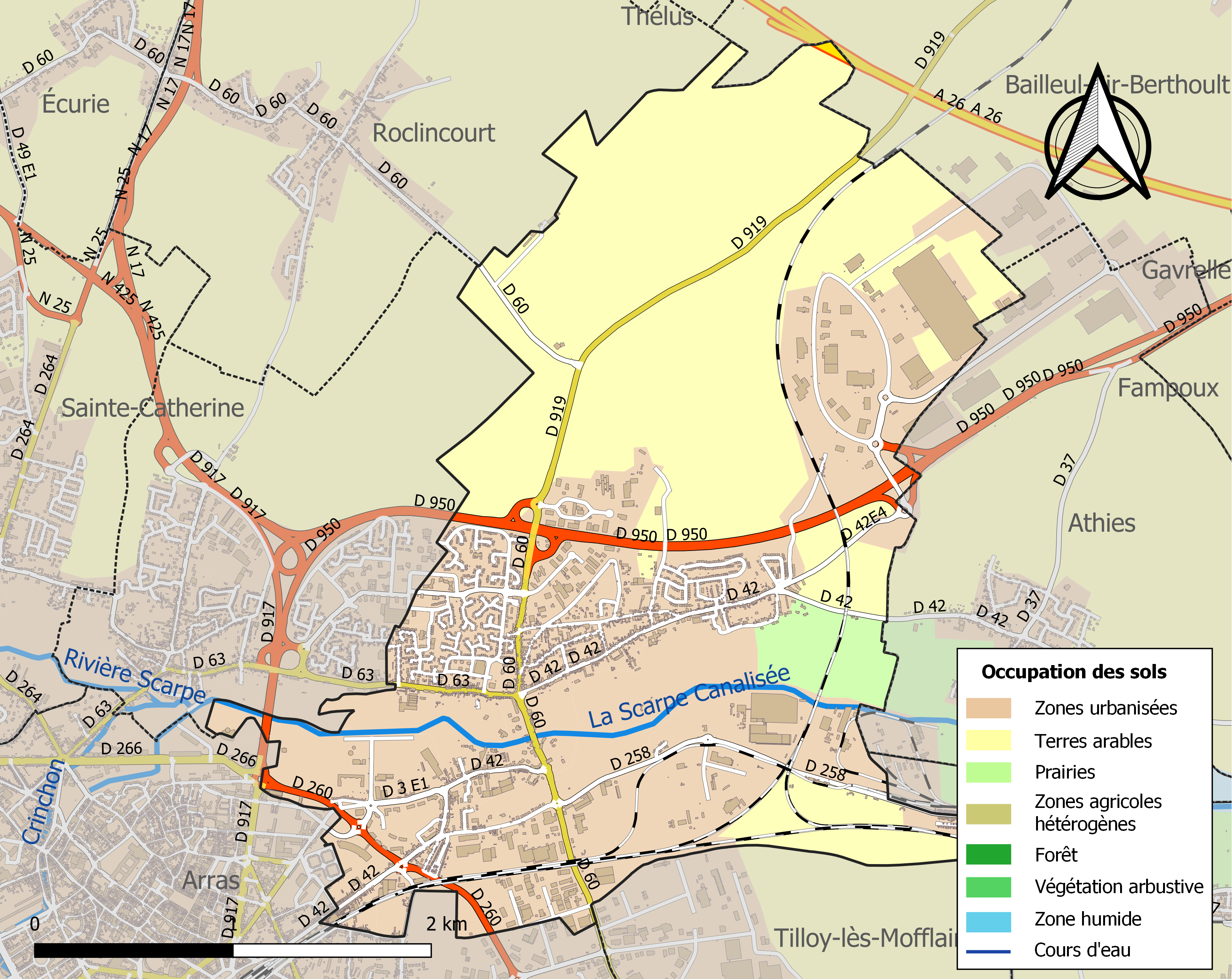
Kaart van de gemeente met belangrijkste infrastructuur, bodemgebruik en omliggende gemeenten

## Demografie
Onderstaande figuur toont het verloop van het inwonertal (bron: INSEE-tellingen).